# Mimoň
Mimoň é uma cidade checa localizada na região de Liberec, distrito de Česká Lípa.